# Nicolas Douchez
Nicolas Douchez (* 22. April 1980 in Rosny-sous-Bois) ist ein französischer ehemaliger Fußballtorwart.

## Karriere
Douchez begann seine Karriere bei Le Havre AC, wo er in drei Jahren zu keinem Einsatz kam. 2002 wechselte er zu LB Châteauroux, wo er in der ersten Saison ebenfalls zu keinem Einsatz kam. In der zweiten Saison wurde er Stammtorhüter. Der Verein wurde Elfter in der Ligue 2, der zweithöchsten französischen Spielklasse.
Anfang der Saison 2004/05 wechselte der Torhüter zum FC Toulouse, wo er hinter dem unumstrittenen Stammtorhüter Christophe Revault zunächst die Nummer 2 war. Als dieser sich im Februar 2006 beim Ligaspiel gegen den FC Nantes verletzte, nutzte Douchez die Chance und etablierte sich in der Folge als Stammtorhüter von le Tef. Die Mannschaft konnte zum Saisonende Platz 16 erreichen. In der darauffolgenden Spielzeit konnte überraschend Platz drei erreicht werden, Toulouse qualifizierte sich somit für den Europapokal. Douchez' erster Einsatz auf europäischer Klubebene absolvierte er am 15. August 2007 in der Qualifikation zur UEFA Champions League. Der Verein verlor in der 3. Runde gegen den FC Liverpool 0:1. Douchez spielte durch. Im Endeffekt schied die Mannschaft in der Gruppenphase des UEFA-Pokals aus. In dieser Saison wurde das Team am Ende 16. der Liga und konnte den Abstieg knapp verhindern, es fehlten zwei Punkte für den späteren Absteiger RC Lens auf Toulouse.
2008 kehrte er Toulouse den Rücken und wechselte zu Stade Rennes. Dort konnte sich Douchez auf Anhieb durchsetzen. Der Verein wurde am Ende Siebenter. Im UEFA-Cup schied der Verein in der 1. Runde gegen den Vertreter aus den Niederlanden FC Twente Enschede aus. 2009/10 wurde in der Meisterschaft der neunte Endrang erreicht.
Für Frankreich wurde er im November 2008 für ein Freundschaftsspiel gegen Uruguay in den Kader der Nationalmannschaft berufen, konnte aber keinen Einsatz verbuchen.

## Erfolge
- Französischer Meister: 2013, 2014, 2015, 2016
- Französischer Ligapokal: 2014, 2015, 2016
- Französischer Superpokalsieger: 2013, 2014, 2015
- Französischer Pokalsieger: 2015, 2016